# Tiguriner
Die Tiguriner (lateinisch Tigurini, altgriechisch Τιγουρίνοι) waren einer der vier Gaue (pagi) des keltischen Helvetier-Stammes.

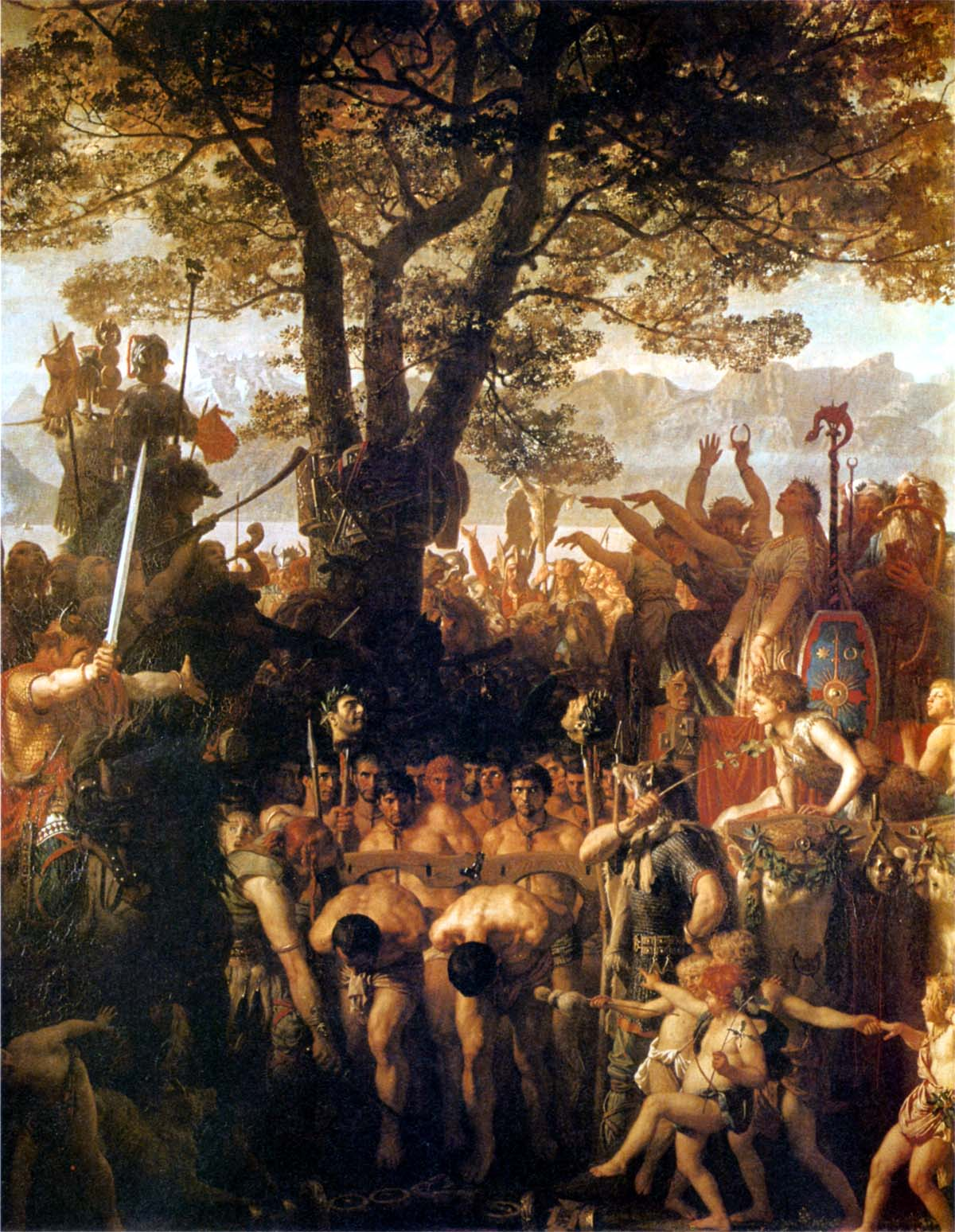
Die Helvetier zwingen bei Agen im Jahr 107 v. Chr. die Römer unter dem Joch hindurch. Historiengemälde des 19. Jahrhunderts von Charles Gleyre.

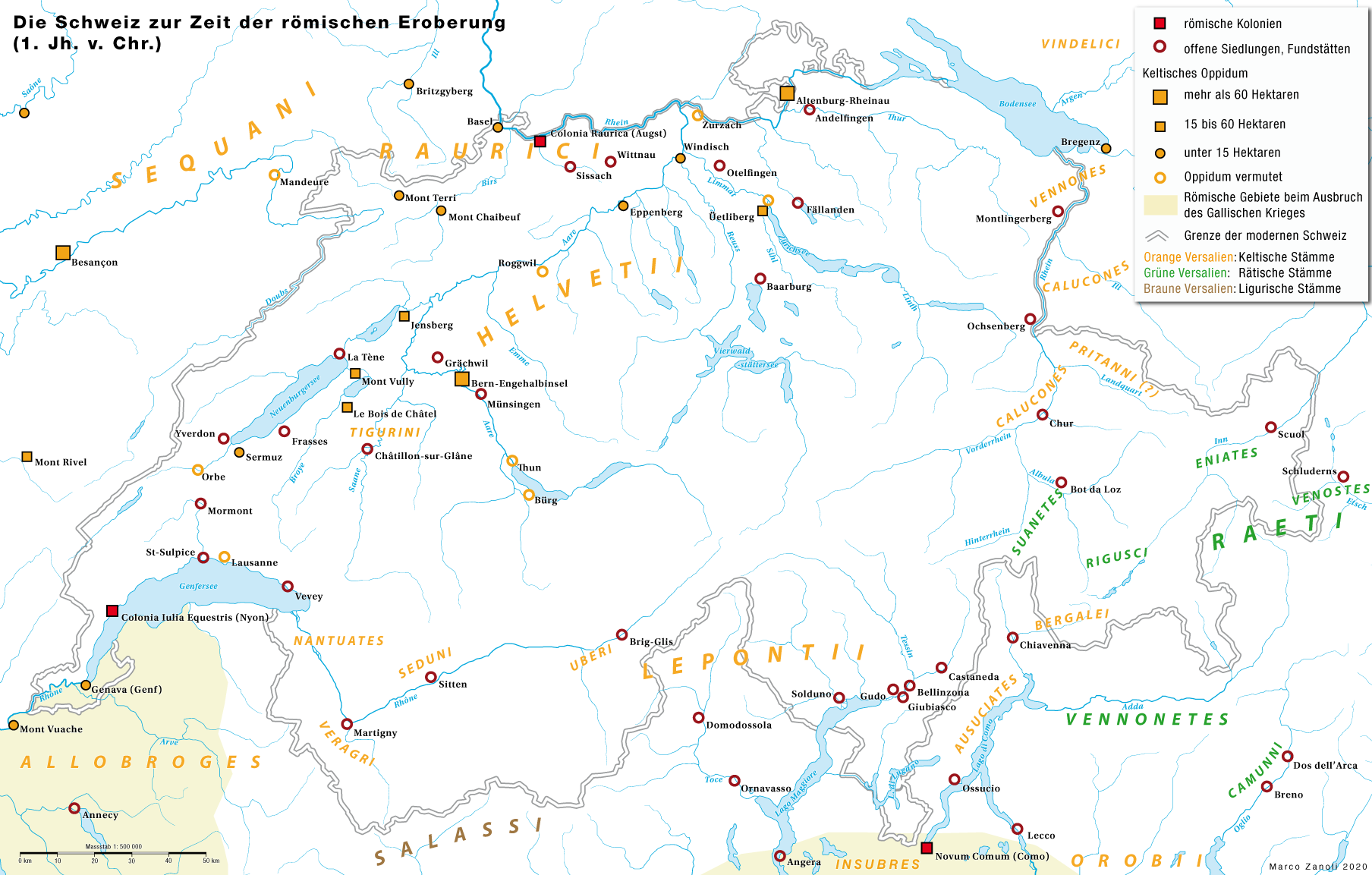
Keltische und Rätische Besiedlung der heutigen Schweiz im 1. Jahrhundert v. Chr.

## Geschichte
Das Siedlungsgebiet der Tiguriner lag im Gebiet um Aventicum in der Westschweiz. Tigurini entstammt der gallischen Sprache und bedeutet «Herren» (irisch tigern) respektive «Herr» (walisisch teyrn).
Historisch in Erscheinung treten die Tiguriner und die Tougener mit den Kimbern, mit denen sie im Rahmen der Kimbernkriege das südliche Gallien verwüsteten. 107 v. Chr. gelangten sie in das Gebiet der Volker im heutigen Südfrankreich und schlugen unter der Führung von Divico im Gebiet der Nitiobrogen das römische Heer des Konsuls Lucius Cassius Longinus und dessen Legaten Lucius Calpurnius Piso Caesoninus. Lucius Cassius wurde zusammen mit einem Grossteil der Truppen von den Kimbern getötet, sie nahmen Geiseln und zwangen die Gefangenen unter das Joch, wie Caesar überliefert. In der erhaltenen Epitome von Livius’ Geschichtswerk Ab urbe condita wird diese Episode jedoch nicht erwähnt. Der genaue Ort der Schlacht ist nicht überliefert, er dürfte aber an der Garonne bei Agen gelegen sein, weshalb gemeinhin von der Schlacht bei Agen die Rede ist. Bei Orange schlugen die Tiguriner wieder gemeinsam mit den anderen Stämmen 105 v. Chr. ein weiteres römisches Heer.
Um 102/101 v. Chr. folgten die Tiguriner den Kimbern auf ihrem Zug über die Alpen, drangen aber nicht in Italien ein, sondern verblieben beim Brennerpass. Nachdem die Kimbern 101 v. Chr. in der Poebene bei Vercellae von den Truppen des Gaius Marius und des Quintus Lutatius Catulus besiegt wurden, kehrten die Tiguriner in ihre Heimat zurück. Die Tiguriner konnten der Vernichtung entgehen und zogen mit ihrer Beute wieder nach Norden. Die Tiguriner beziehungsweise die Helvetier blieben danach im kollektiven Gedächtnis Roms als starker und bedrohlicher keltischer Stamm erhalten.
58 v. Chr. nahmen sie an dem Zug der Helvetier in das südliche Gallien teil, wurden von den Truppen Caesars noch vor der Schlacht bei Bibracte an der Saône geschlagen und zur Rückkehr in das Gebiet der heutigen Schweiz gezwungen.

## Tigurumals neulateinischer Name der Stadt Zürich

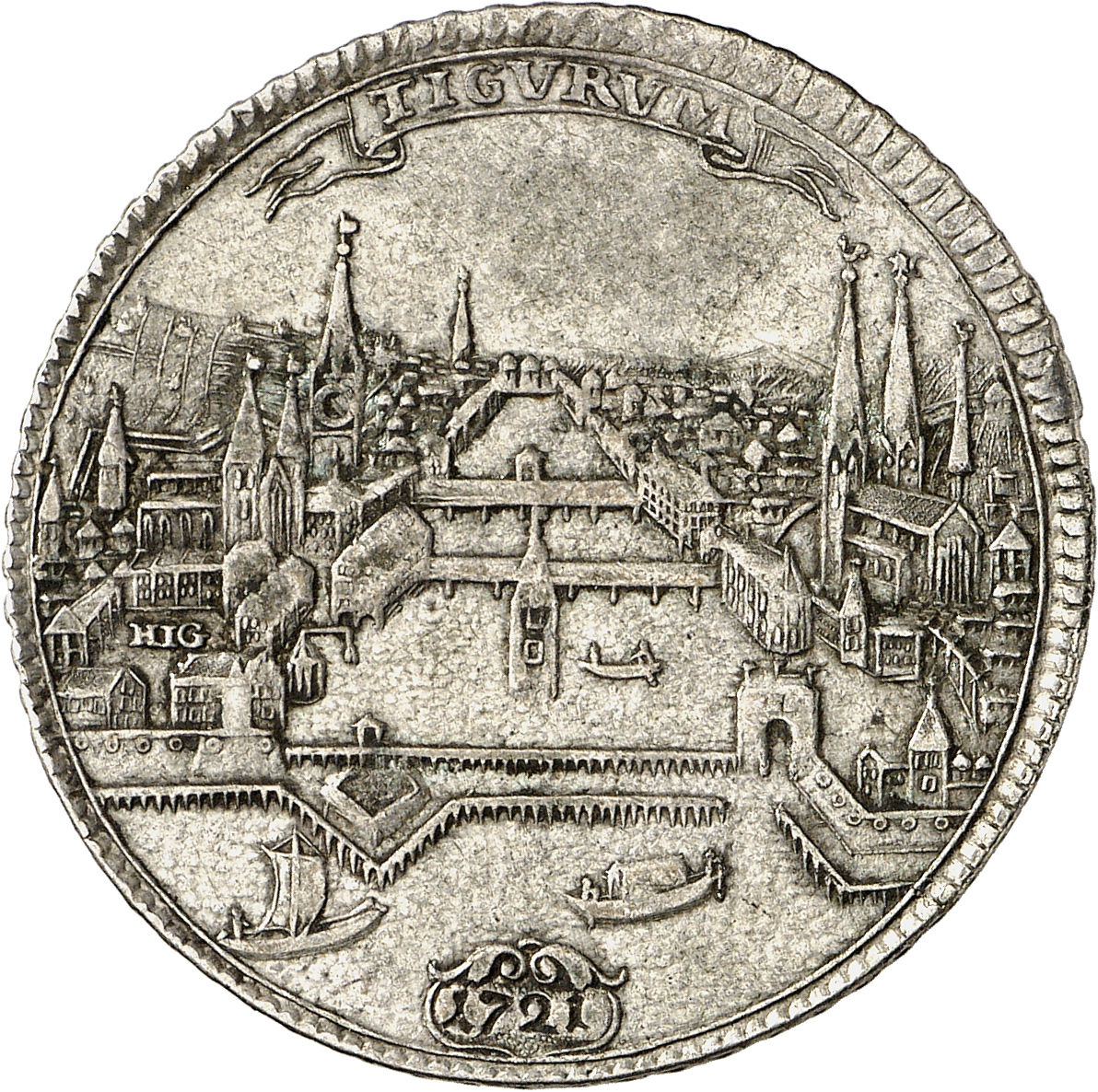
Tigurum statt Turicum: Zürichs neulateinischer Name war von Gelehrten erfunden worden, angelehnt an den Namen der Tiguriner. Er wurde ungefähr zwischen 1500 und 1800 verwendet. (½ Taler, 1721.)

Ab dem frühen 16. Jahrhundert brachten humanistische Gelehrte die Tiguriner, welche heldenhaft die Römer besiegt hatten, in Verbindung mit dem Namen der Stadt Zürich (in römischer Zeit: Turicum). In neulateinischen Texten (z. B. auf Münzen, siehe Abbildung) wurde Zürich Tigurum genannt und als Adjektiv («Zürcher») wurde Tigurinus üblich. Der Zürcher Reformator Huldrych Zwingli verwendete in seinen Schriften konsequent den Stadtnamen Tigurum und die Adjektive Tigurinus oder Tigurensis. Die lateinische Übersetzung für das Zürcher Territorium, den «Zürichgow», lautete nun pagus Tigurinus (wörtlich: «das Tiguriner Stammesgebiet»).
Auch international wurde Tigurinus als lateinische Übersetzung von «Zürcher» verwendet; so wird z. B. der Naturforscher Johann Jakob Scheuchzer in einem seiner Werke, das 1708 für die Royal Society in London veröffentlicht wurde, als Med(icinae) D(octor) Helvetio-Tigurinus vorgestellt, als «Doktor der Medizin aus Zürich in der Schweiz».
Die Inschrift auf dem Grabstein des Lucius Aelius Urbicus – entdeckt im Jahr 1747 auf dem Lindenhof – bewies schliesslich, dass der römische Ortsname Turicum gelautet hatte und das Adjektiv Turicensis. In der Folge wurden Tigurum und Tigurinus seltener gebraucht; gegen Ende des 18. Jahrhunderts kamen diese humanistischen Neuschöpfungen vollends aus der Mode.

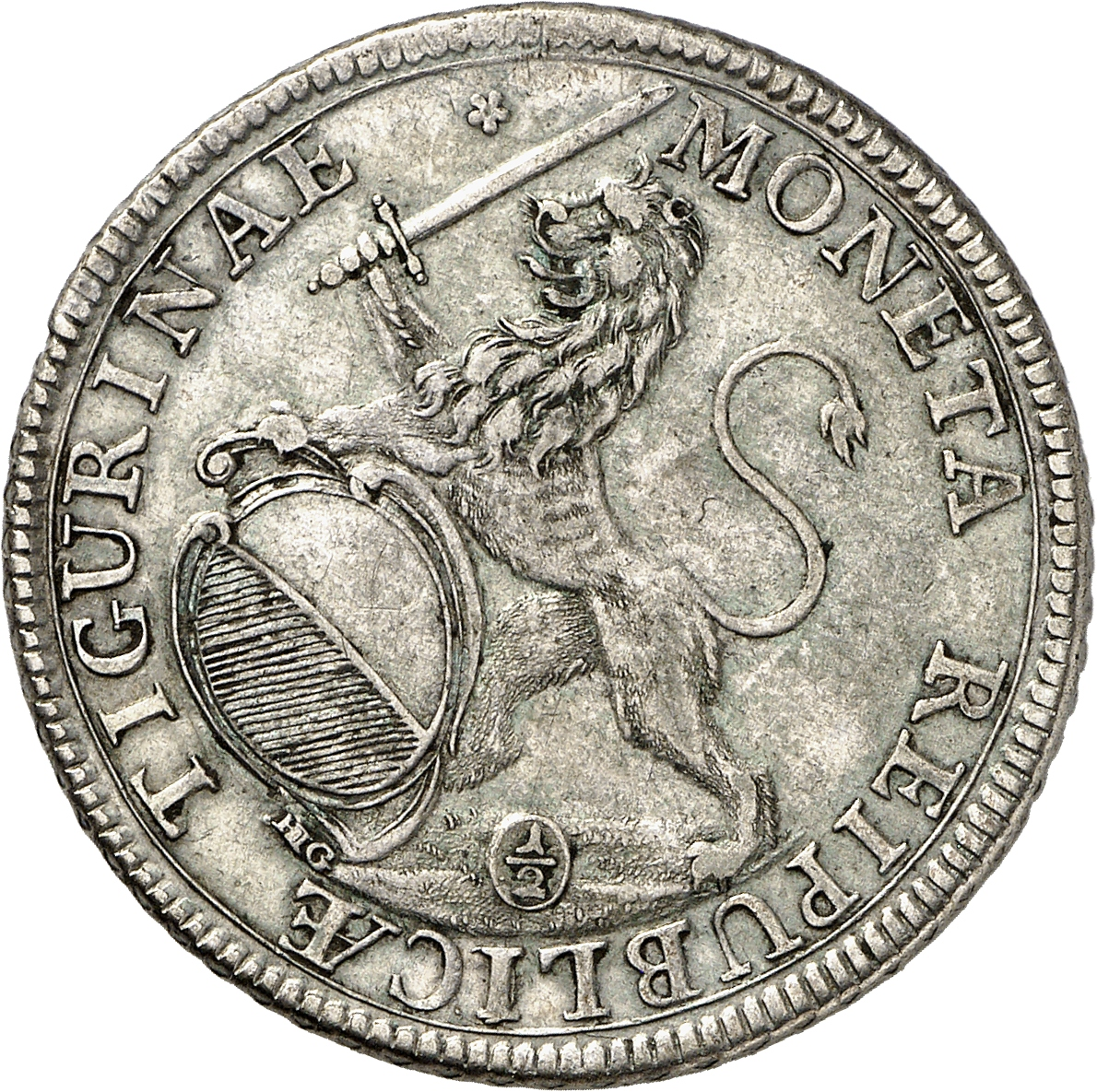
Moneta reipublicae Tigurinae: «Münze der Republik Zürich»
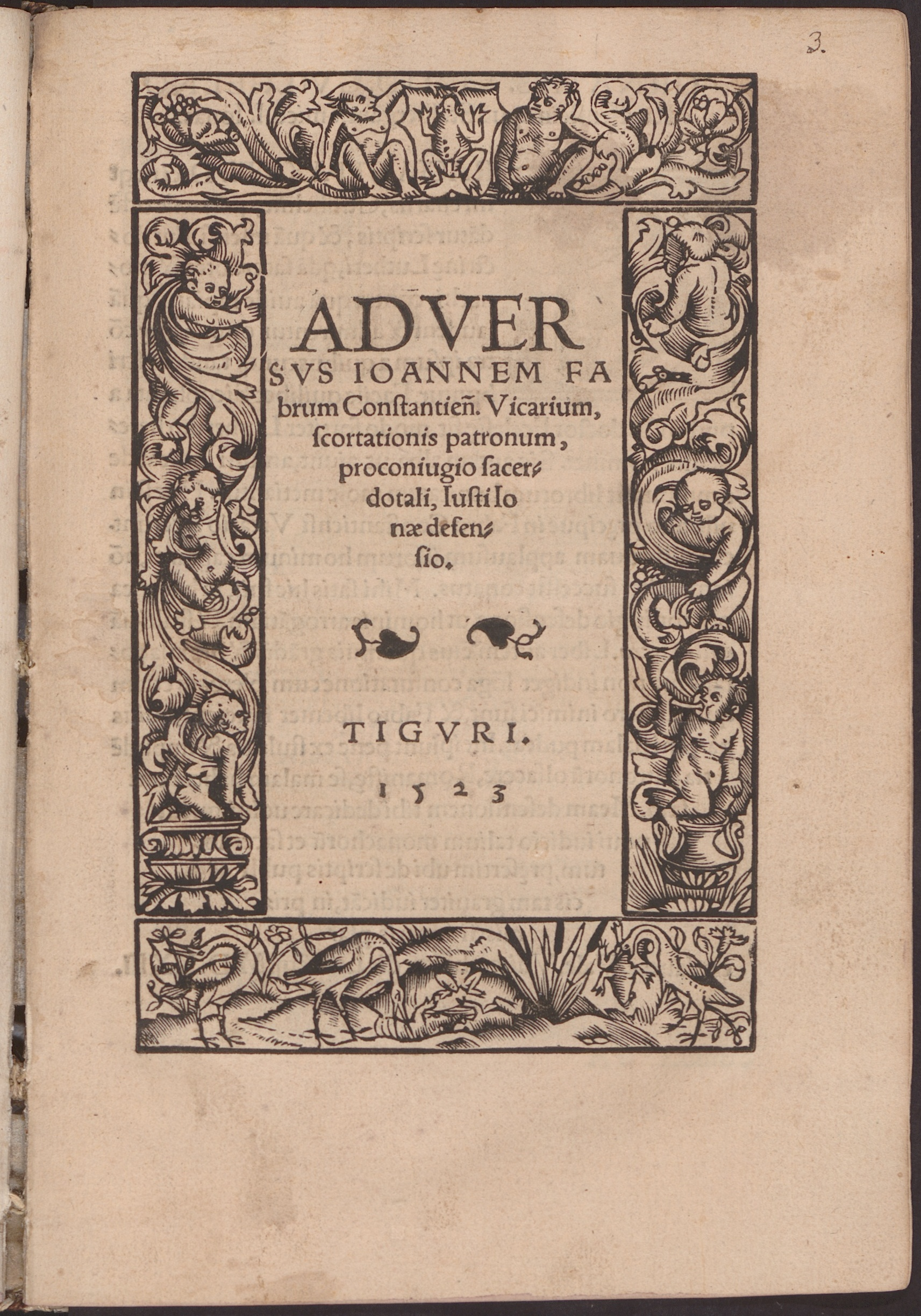
Tiguri: «(gedruckt) in Zürich» (Werk von Justus Jonas, 1523)